# Campionato turco di calcio
Il campionato turco di calcio (Türk futbolundaki lig sistemi) è costituito da un insieme di tornei nazionali posti sotto l'egida della TFF, ed ha come massima divisione la Süper Lig.
Questa è composta da diciotto squadre, e il campionato si svolge in due fasi: nella prima tutte le squadre si affrontano due volte in un unico girone all'italiana. Al termine di questa prima fase solo le prime quattro classificate lottano per il titolo, mentre le squadre classificate dalla quinta all'ottava posizione lottano per un posto nelle competizioni europee. Infine le ultime tre retrocedono in 1. Lig, che è anch'essa composta da diciotto squadre. Seconda e terza lega invece sono costituite da un numero maggiore di gironi: rispettivamente due gruppi da diciotto squadre e tre gruppi sempre di egual numero.
La squadra più titolata del massimo campionato è il Galatasaray con 24 titoli.
La vincitrice del campionato si qualifica per i gironi della Champions League, mentre la seconda accede ai playoff della medesima competizione. Per quanto riguarda le partecipazioni alla UEFA Europa League sono qualificate la terza classificata del gruppo delle prime quattro, la vincente del gruppo immediatamente sotto, più la vincente della coppa nazionale.

## Attuale sistema
| Livelli | Divisioni                                                               | Divisioni                                                               | Divisioni                                                                | Divisioni                                                                |
| ------- | ----------------------------------------------------------------------- | ----------------------------------------------------------------------- | ------------------------------------------------------------------------ | ------------------------------------------------------------------------ |
| 1       | Süper Lig 20 club 4 retrocessioni                                       | Süper Lig 20 club 4 retrocessioni                                       | Süper Lig 20 club 4 retrocessioni                                        | Süper Lig 20 club 4 retrocessioni                                        |
| 2       | 1. Lig 19 club 2 promozioni + 5 ai playoff 4 retrocessioni              | 1. Lig 19 club 2 promozioni + 5 ai playoff 4 retrocessioni              | 1. Lig 19 club 2 promozioni + 5 ai playoff 4 retrocessioni               | 1. Lig 19 club 2 promozioni + 5 ai playoff 4 retrocessioni               |
| 3       | 2. Lig Gruppo Rosso 19 club 1 promozione + 5 ai playoff 4 retrocessioni | 2. Lig Gruppo Rosso 19 club 1 promozione + 5 ai playoff 4 retrocessioni | 2. Lig Gruppo Bianco 19 club 1 promozione + 5 ai playoff 3 retrocessioni | 2. Lig Gruppo Bianco 19 club 1 promozione + 5 ai playoff 3 retrocessioni |
| 4       | 3. Lig Gruppo 1 18 club 1 promozione + 5 ai playoff 3 retrocessioni     | 3. Lig Gruppo 2 17 club 1 promozione + 5 ai playoff 2 retrocessioni     | 3. Lig Gruppo 2 17 club 1 promozione + 5 ai playoff 2 retrocessioni      | 3. Lig Gruppo 3 18 club 1 promozione + 5 ai playoff 3 retrocessioni      |
| 5       | Bölgesel Amatör Lig Regionale                                           | Bölgesel Amatör Lig Regionale                                           | Bölgesel Amatör Lig Regionale                                            | Bölgesel Amatör Lig Regionale                                            |
| 6       | Amatör Futbol Ligleri Locale                                            | Amatör Futbol Ligleri Locale                                            | Amatör Futbol Ligleri Locale                                             | Amatör Futbol Ligleri Locale                                             |
| 7       | 1. Amatör Lig Locale                                                    | 1. Amatör Lig Locale                                                    | 1. Amatör Lig Locale                                                     | 1. Amatör Lig Locale                                                     |
| 8       | 2. Amatör Lig Locale                                                    | 2. Amatör Lig Locale                                                    | 2. Amatör Lig Locale                                                     | 2. Amatör Lig Locale                                                     |